# Ctenochaetus
Ctenochaetus – rodzaj morskich ryb okoniokształtnych z rodziny pokolcowatych. 
Kilka gatunków hodowanych w akwariach morskich głównie z uwagi na atrakcyjne ubarwienie.
Występowanie : okolice raf koralowych, ciepłe wody oceaniczne.

## Klasyfikacja
Gatunki zaliczane do tego rodzaju:

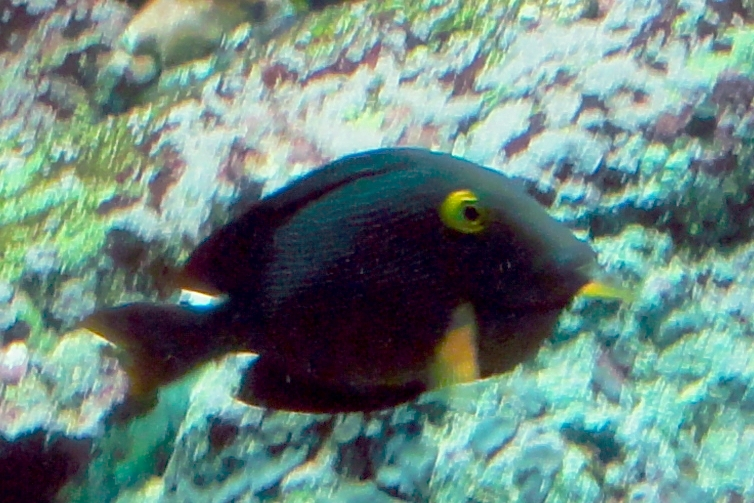
Ctenochaetus binotatus
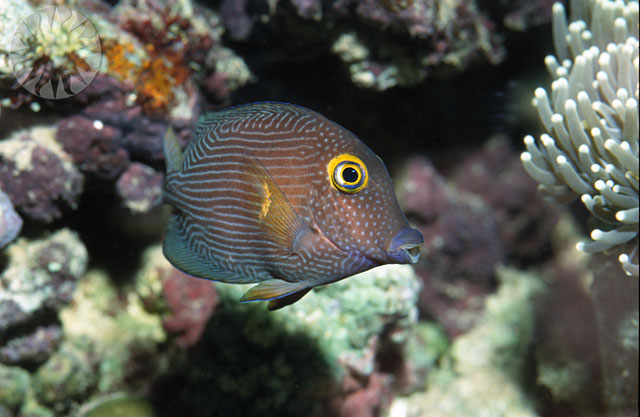
Ctenochaetus cyanocheilus
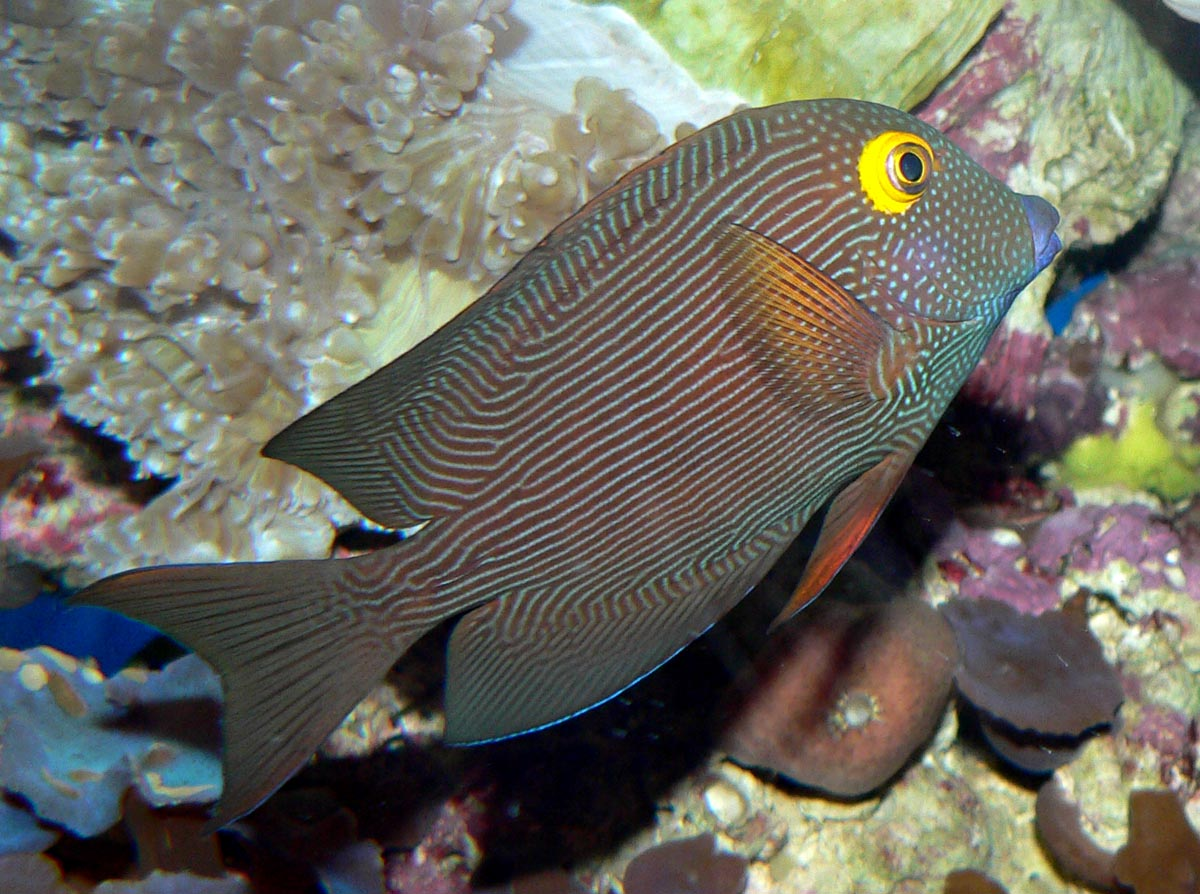
Ctenochaetus flavicauda
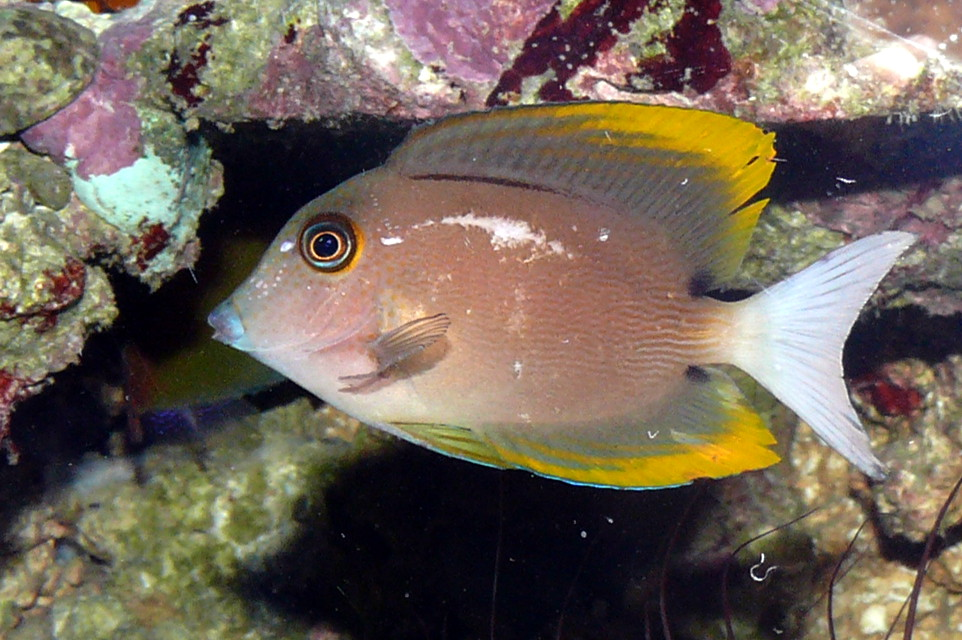
Ctenochaetus hawaiiensis
- Ctenochaetus marginatus
- Ctenochaetus striatus
- Ctenochaetus strigosus
- Ctenochaetus tominiensis
- Ctenochaetus truncatus

- Ctenochaetus marginatus
- Ctenochaetus striatus
- Ctenochaetus strigosus
- Ctenochaetus tominiensis